# Université préfectorale de Kumamoto
L'Université préfectorale de Kumamoto (熊本県立大学, Kumamoto kenritsu daigaku) est une université publique du Japon située dans la ville de Kumamoto. 